# ضرابخانه گنجعلی خان

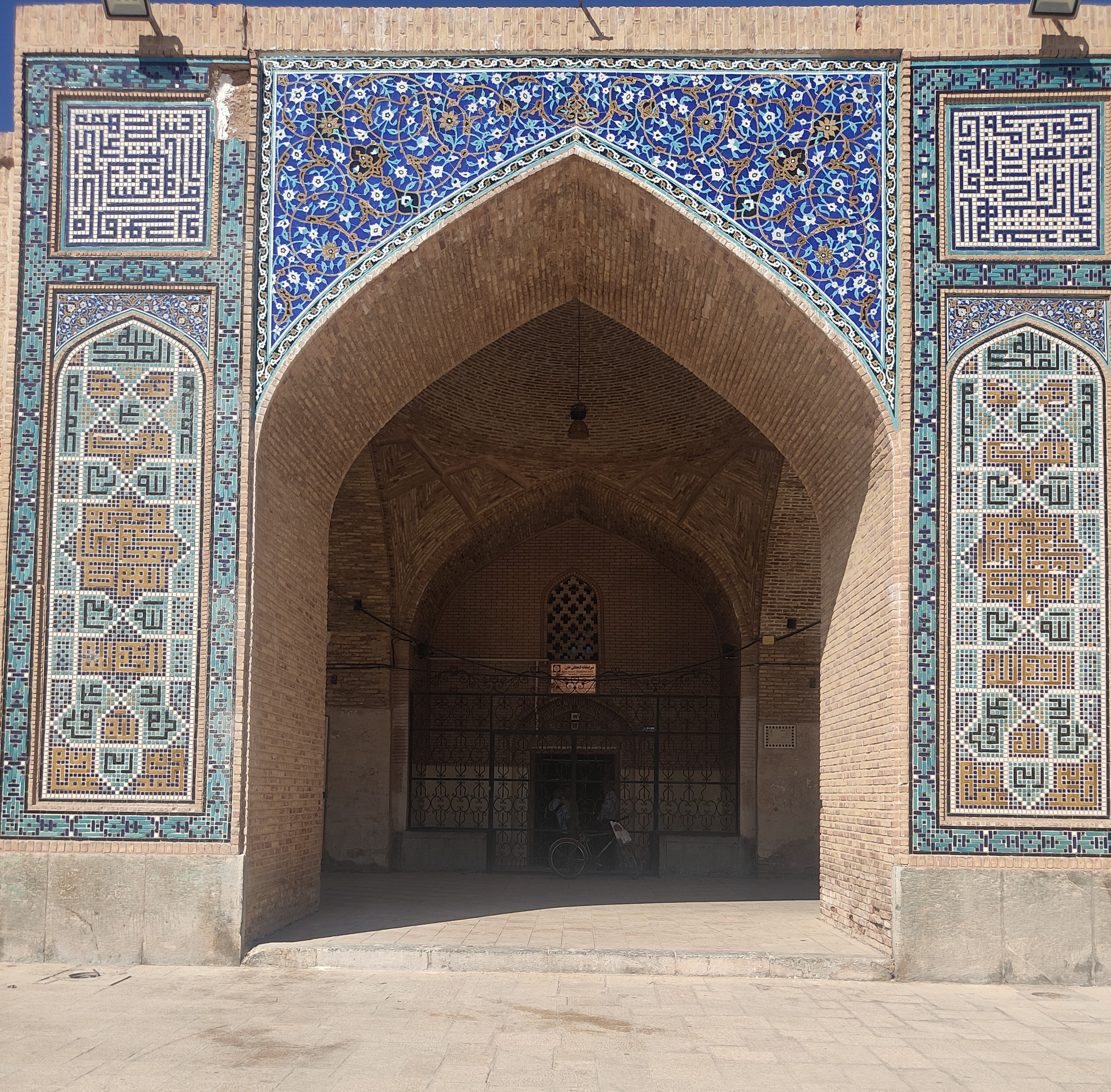
ورودی ضرابخانه گنجعلی خان

ضرابخانه گنجعلی خان در قسمت شمالی میدان گنجعلی خان داخل بازار مسگری شمالی و درست رو به روی حمام گنجعلی خان قرار گرفته و از سال ۱۳۷۰ به عنوان یکی از معتبرترین موزه‌های سکه ایران فعالیت می‌کند.

## معماری
سردر بنا کاملاً ساده و تزئین آن آجرکاری گچی است. نقشه بنا به شکل مربع است که مشتمل بر یک گنبد مرکزی و چهار طاق نمای کم عمق بوده که چهار اتاق در چهار گوشه آن قرار دارد. بادگیری زیبای مدرسه ابراهیم خان از داخل میدان برفراز آن خودنمایی می‌کند که تقابل آن با گنبد چهارسوق، زیبایی خاصی به فضا بخشیده‌است.
اصلی‌ترین تزئین داخلی بنا را گچ‌بری‌ها تشکیل می‌دهند. بالای گنبدِ بلندِ ضرابخانه گنجعلی خان، یک عمارت کلاه فرنگی قرار گرفته که باعث می‌شود مقدار زیادی نور به داخل ساختمان ضرابخانه راه پیدا کند. حوض مربعی شکلی درست زیر نورگیر قرار گرفته که انعکاس نور بر آن، جلوه زیبایی بخشیده‌است. رنگ اخرایی آجرها نیز زیبایی خاصی به داخل بنا بخشیده‌است. پلان این ضرابخانه، مربعی شکل است و قوس‌های تیزه دار و طاق‌نمای ضربیش از جمله ویژگی‌های معماری آن به‌شمار می‌آید.

## ضرابخانه
ضرابخانه‌ها محلی برای ساخت سکه بوده‌اند، به این شکل که پس ذوب فلزات، آن‌ها را در قالب‌های مخصوص می‌ریختند تا نقش مورد نظرشان روی سکه حک شود. گاهی بدون استفاده از قالب و تنها با استفاده از پتک یا چکش مخصوص، عمل حک شدن نقش مورد نظر بر روی سکه انجام می‌شده‌است. این روش تا قبل از دوره قاجاریه در ایران کاربرد داشت و پس از ناصرالدین شاه، ضرب سکه با روش‌های جدید در ایران رایج شد.

## موزه سکه
پیدا شدن سکه‌های مسی و قطعاتی فلزی که از آن برای ضرب سکه استفاده می‌شد در هنگامی بازسازی بنا ادعای ضرابخانه بودنش را تأیید کرد. بیش از ۵۰۰ سکه از دوران‌های مختلف تاریخی از اشکانیان، ساسانیان، امویان، عباسیان، گورکانیان، تیموریان، آق قویونلوها و قراقویونلوها، ایلخانیان، صفویان، افشاریان، زندیان، قاجاریه و پهلوی در این موزه نگه‌داری می‌شوند. اسکناس‌های دوران قاجاریه و پهلوی نیز در بخشی از موزه برای بازدید عموم به نمایش گذاشته شده‌اند. مجسمه‌های مومی در حال ضرب سکه، شما را با چگونگی عملکرد ضرابخانه‌ها در گذشته آشنا می‌کنند.